# Como Cães e Gatos
Cats & Dogs (br/pt: Como Cães e Gatos) é um filme estadunidense dos gêneros aventura, animação e comédia do ano de 2001. É estrelado por Jeff Goldblum, Elizabeth Perkins, Alexander Pollock e Tobey Maguire. As filmagens ocorreram em Victoria e Vancouver no Canadá.

## Sinopse
Cães e gatos agora usam alta tecnologia e estratégias elaboradas para se enfrentarem. Os gatos planejam destruir uma vacina que acabaria com a alergia dos seres humanos a cães. E os cães encarregados de vigiar a vacina precisam impedir sua destruição.

## Elenco

### Personagens reais
- Jeff Goldblum - Professor Brody
- Elizabeth Perkins - Sra. Caroline Brody
- Alexander Pollock - Scott Brody
- Miriam Margolyes - Sophie
- Myron Natwick - Sr. Mason

### Personagens animados
- Tobey Maguire - Lou (Louis)
- Alec Baldwin - Butch
- Sean Hayes - Sr. Tinkles
- Susan Sarandon - Ivy
- Charlton Heston - Mastiff
- Jon Lovitz - Calico
- Joe Pantoliano - Peek
- Michael Clarke Duncan - Sam
- Billy West - Gato Ninja #1
- Danny Mann - Gato Ninja #2
- Glenn Ficarra - O Azul russo
- Paul Pape - Wolf Blitzer

## Recepção
O Metacritic, que usa uma média ponderada, atribuiu ao filme uma pontuação de 47 em 100, baseado em 26 críticos, indicando críticas "mistas ou médias".

## Prêmios e indicações
Cats & Dogs foi indicado para o Young Artist Awards na categoria Melhor Filme Familiar e Melhor Ator (Alexander Pollock). John Debney foi premiado pelo ASCAP pela sua contribuição musical no filme.

## Trilha sonora
A trilha sonora do filme foi composta por John Debney, executada pela Hollywood Studio Symphony, Brad Dechter, Sandy De Crescent e conduzida por Pete Anthony. Foi lançada em Agosto de 2001.

### Faixas
1. Main Titles - John Debney
2. Neighborhood
3. Lou the Dreamer
4. Meet Mr. Tinkles/The Formula
5. Kung-Fu Kats
6. Meet the Team
7. Russian!
8. Team Theme/Montage/The Discovery
9. Tinkles Plots/Limo Ride/Flocking Factory
10. Blasting to Headquarters
11. Lou Saves the Day
12. Lou's Alive!
13. Dress-Up Time for Tinkles[5]